# Лучано Бурти
Лучано Бурти (на португалски: Luciano Burti) (роден в Сао Пауло на 5 март 1975 г.) е бивш бразилски пилот от Формула 1, състезавал се в отборите на Ягуар и Прост.
Бурти получава шанса да кара в състезание по време на Гран при на Австрия през 2000 г. Тогава той замества болния Еди Ървайн в отбора на Ягуар. Бурти познава добре колата, защото по това време е тест-пилот на отбора. Завършва състезанието 11-и, с което прави добро впечатление. През следващия сезон е привлечен като титулярен пилот на отбора на Ягуар. След първите четири разочароващи състезания е заменен от Педро де ла Роса и отива в отбора на Прост. Там постига най-добрия резултат в кариерата си - 8-о място в Гран при на Канада. По време на състезанието на пистата Спа в Белгия претърпява жестока катастрофа. Излита от пистата в четвъртата обиколка на завоя Бланшимон, след досег с болида на Еди Ървайн. При сблъсъка се чупи предния спойлер на болида на Бурти, пилотът изпуска управлението и се блъсва в предпазната стена от гуми с над 250 км/ч. Нараняванията му не са тежки, като се има предвид силата на удара, но той изпуска останалата част от сезона. След като се възстановява, подписва за тестове с отбора на Ферари, но така и не се връща във Формула 1, а продължава състезателната си кариера в бразилския шампионат за туристически автомобили.